# Vizzola Ticino
Vizzola Ticino là một đô thị và thị xã của Ý. Đô thị này thuộc tỉnh Varese trong vùng Lombardia. Vizzola Ticino có diện tích 7 km2, dân số theo ước tính năm 2010 của Viện thống kê quốc gia Ý là 428 người. 
Các đơn vị dân cư:
Đô thị Vizzola Ticino giáp với các đô thị: